# 克勞利維爾 (印地安納州)
克勞利維爾（英語：Crawleyville）是位於美國印地安納州吉布森縣的一個非建制地區。該地的面積和人口皆未知。